# Riečka, Banská Bystrica
Riečka este o comună slovacă, aflată în districtul Banská Bystrica din regiunea Banská Bystrica. Localitatea se află la altitudinea de 478 m deasupra n.m., se întinde pe o suprafață de 6,82 km2 și în 2017 număra 804 locuitori.

## Istoric
Localitatea Riečka este atestată documentar din 1455.

## Demografie
| An:                | 1994 | 2004    | 2014    | 2024    |
| ------------------ | ---- | ------- | ------- | ------- |
| Număr de persoane: | 522  | 604     | 764     | 868     |
| Diferență:         |      | +15,70% | +26,49% | +13,61% |

| An:                | 2023 | 2024   |
| ------------------ | ---- | ------ |
| Număr de persoane: | 873  | 868    |
| Diferență:         |      | −0,57% |